# Иотапа (дочь Артавазда I)
Иотапа (родилась в 43 году до н. э. — дата смерти неизвестна) — дочь Артавазда I, царя Атропатены (Малой Мидии), и супруга Митридата III, правителя Коммагенского царства .

## Биография
Иотапа имела мидийское, армянское и греческое происхождение. Она была одной из детей царя Атропатены Артавазда I и его жены Афинаиды, дочери царя Коммагены Антиоха I Теоса и Исии Филосторги.
В 34 году до н. э., несмотря на малый возраст, Иотапа была помолвлена со своим дальним родственником, представителем династии Птолемеев Александром Гелиосом, сыном царицы Египта Клеопатры VII и римского триумвира Марка Антония. Эта помолвка закрепила союз Артавазда I и Марка Антония против Парфии.
В 30 году до н. э. Египет был захвачен Октавианом (будущим римским императором Августом). Александр Гелиос был взят в плен и увезён в Рим, Иотапу же, находившуюся в Александрии, Октавиан вернул отцу.
Вторым браком Иотапа вышла замуж за своего двоюродного брата по материнской линии, царя Коммагены Митридата III. В этом браке она родила дочь Аку, сына, будущего царя Коммагены Антиоха III, и двух дочерей, обеих из которых звали Иотапами.
Антиох III женился на одной из своих сестёр, в то время как вторая вышла за Сампсикерама II, царя Эмесы из династии Сампсикерамидов.